# Savez za promjene (politička stranka)
Savez za promjene (kratica SP) bila je hrvatska slobodarska politička stranka. Sjedište stranke je u Zagrebu. Zastupa koncept osobne i ekonomske slobode pojedinca. Traži promjenu monetarne politike, odnosno vođenje ekspanzivne monetarne politike, pokrivanje državnog deficita nekreditnom emisijom novca iz HNB-a umjesto beskonačnog zaduživanja (akumuliranja duga), suzbijanje kreditne multiplikacije i niže porezne stope. 
Protivi se ulasku Hrvatske u EU i sudjelovanju HV-a u inozemnim vojnim misijama. Traže prestanak financiranja vjerskih zajednica iz državnog proračuna i ukidanje RTV pretplate.
Posebnost stranke je da je ovo prva stranka nastala nakon tzv. facebook prosvjeda koji su održavani u mnogim zemljama, i npr. u Egiptu srušili dugogodišnju diktaturu. Prosvjedi su odrzavani u Republici Hrvatskoj tijekom ožujka i travnja 2011. Stranka nije ideološki opredijeljena kao lijeva ili desna, već se orijentira na konkretne ekonomske probleme nastale u Republici Hrvatskoj nakon osamostaljenja do danas.
U kolovozu 2014. stranka je promijenila ime u Živi zid i otada djeluje pod tim imenom. 

## Program

### Općenito
Savez za promjene zastupa koncept osobne slobode koji pojedincu jamči pravo na slobodu misli i govora. Njihovo mišljenje je da bi svi građani Hrvatske trebali imati priliku raditi, štedjeti i ulagati kako bi što manje ovisili o pomoći države. Stranka se protivi uvođenju poreza na nekretnine, kapitalnu dobit, dividendu i nasljedstvo.
Savez za promjene zalaže se za:
1. veće osobne slobode
2. ekspanzivnu monetarnu i fiskalnu politiku
3. pokrivanje proračunskog deficita nekreditnom emisijom novca
4. niže poreze
5. vjerske slobode (potpunu odvojenost religije i države)
6. financiranje vjerskih zajednica od donacija vjernika, a ne iz državnog proračuna
7. ukidanje obaveznog plaćanja RTV pretplate
8. ukidanje obaveznog članstva svih gospodarskih subjekata u gospodarskim ili obrtničkim komorama
9. ukidanje ZAMP-ovih nameta
10. povlačenje HV-a iz svih vojnih misija u inozemstvu
11. zaštitu okoliša

### Monetarna politika
Savez za promjene zalaže se za odbacivanje dužničke doktrine i promjenu monetarne politkeiz restriktivne u ekspanzivnu koja bi trebala voditi prema porastu novčane ponude, smanjenju kamatnih stopa, povećanju investicija, povećanju proizvodnje, porastu zaposlenosti i većem rastu BDP-a.

### Porezna politika
Savez za promjene zalaže se za uvođenje dvojne stope PDV-a - 10% za domaće i 23% za uvozne proizvode, ukidanje poreza na nasljedstvo, naknade za kopiranje CD-a i DVD-a, te povratak kinematografa u sustav PDV-a gdje bi se stopa PDV-a od 0% primjenjivala samo na projekcije filmova hrvatske produkcije.

### Ekspanzivna fiskalna politika
Savez za promjene zagovara ekspanzivnu fiskalnu politiku čiji je cilj oporavak ekonomije i povećanje opće likvidnosti. Protivi se 'mjerama štednje', odnosno smanjenju proračunskog deficita i povećanju poreza.

### Osobne slobode
Savez za promjene zalaže se za legalizaciju marihuane, vjerske slobode, legaliziranje obrazovanja kod kuće te ukidanje klevete kao kaznenog djela.

### Europska unija
Savez za promjene je protiv ulaska u Europsku uniju zato što se politika Europske unije uvelike razlikuje od politike koju bi vodio SP.

### Zaštita okoliša
Savez za promjene je protiv gradnje nuklearnih elektrana i za korištenje obnovljivih izvora energije. Trenutni trend pokazuje pad troškova solarne energije i rast troškova nuklearne energije. Zbog toga se SP zalaže za gradnju solarnih i vjetro-elektrana. Također smatraju da bi trebalo zabraniti uvoz, proizvodnju i prodaju GMO hrane.

## Vanjske poveznice
- Savez za promjene - SP  Arhivirana inačica izvorne stranice od 9. prosinca 2014. (Wayback Machine)

|  | Portal Hrvatske – Pristup člancima s tematikom o Hrvatskoj. |

### Ostali projekti
|  | Zajednički poslužitelj ima stranicu o temi Savez za promjene    |
|  | Zajednički poslužitelj ima još gradiva o temi Savez za promjene |